# Académie des Ricovrati
L’Académie des Ricovrati, en italien : Accademia dei Ricovrati (Académie des abrités), est une Académie fondée à Padoue en 1599 à l'initiative d'un noble vénitien, l’abbé Federico Cornaro.

## Fondation de l'Académie et origine du nom
Fondée en présence de vingt-cinq autres personnes distinguées, parmi lesquelles Galilée, l’Académie des Ricovrati tire son nom de « Ricovrati » (abrités) de l’image d’une caverne avec une ouverture aux deux extrémités et abritée par un olivier, avec la devise empruntée à Boèce) : « Bipatens animis asylum » (« un sanctuaire de l’esprit ouvert aux deux extrémités ») qu’elle s’est donnée pour blason.

## La question féminine
À la fin du XVIIe siècle, l’Académie des Ricovrati avait été parmi le petit nombre d’Académies à recevoir des femmes en leur sein, parmi lesquelles la première femme en Europe à recevoir un diplôme universitaire, Elena Cornaro Piscopia en 1669, Anne Dacier en 1679, Madeleine de Scudéry en 1685 et Maria Selvaggia Borghini en 1689. Sur les vingt-cinq femmes admises entre les XVIIe et XVIIIe siècles, seules quatre étaient italiennes, les autres étant des Françaises qui n’assistaient pas aux séances.
Néanmoins, les femmes n’étaient qu’associées honoraires et, en tant que telles n’avaient pas le droit de voter ou d’occuper des postes administratifs. À la différence des autres membres, elles ne s’adressaient pas, sauf en de rares occasions, à l’assemblée des Académiciens.
Jusque-là, l’Académie avait débattu de façon théorique la question des femmes en proposant des sujets comme « S’il serait plus louable d’exclure les femmes du gouvernement comme le faisaient les Romains ou de les y admettre comme le faisaient les Grecs », « Ce qui serait plus désirable sous le règne d’une femme, une femme consacrée aux armes ou aux lettres ? » ou « Si chaque homme, pour son bien, devrait, ou non, tomber amoureux ».

## L'Académie au siècle des Lumières
Lorsque Antonio Vallisneri fut élu à la présidence de l’Académie des Ricovrati en 1722, il entreprit une modernisation radicale de ce corps en conformité avec les nouvelles valeurs émergeant des Lumières, notamment en ce qui concernait les femmes.
Dans une lettre adressée le 9 mai 1722 à son collègue Ludovico Antonio Muratori, Vallisneri lui annonce son intention d’éliminer du corps, dont il vient de devenir le « Prince », les débats scolastiques frivoles, tels ceux concernant l’amour ou les situations improbables dans les sujets précédemment proposés, devenus fréquents en son sein, au profit d’un nouveau discours intellectuel plus scientifique et plus pragmatique mettant au centre du débat la question de l’éducation des femmes.
Le 16 juin 1723, Vallisneri désigna le poète Camposampiero (1691-1765) et le professeur de philosophie et de lettres classiques Giovanni Antonio Volpi (1686-1766) pour débattre pro et contra de la question : « Faut-il admettre les femmes à l’étude des sciences et des arts libéraux ? ». Les positions défendues par Volpi – qui se récusa plus tard et revint sur ses positions – furent réfutées par Giuseppe Salio ou Aretafila Savini de' Rossi, Diamante Medaglia Faini et Maria Gaetana Agnesi. En 1729, une nouvelle édition des actes des débats de 1723 fut publiée avec un supplément ajoutant aux argumentations originelles les thèses d’Aretafila Savini de' Rossi, de Maria Gaetana Agnesi et de Giuseppe Salio en faveur de l’éducation des femmes.
En 1779, l’Académie des Ricovrati fut fusionnée, par décret du sénat vénitien, avec l’Accademia di Arte Agraria (fondée en 1769) pour former l’Accademia Galileiana di Scienze Lettere ed Arti in Padova.

## Quelques membres des Ricovrati
Galilée • Fortunio Liceti • Sertorio Orsato • Carlo de' Dottori • Elena Cornaro Piscopia • Antoinette Des Houlières • Anne-Marie Du Boccage • Marie-Jeanne L'Héritier de Villandon • Catherine Bernard • Marie-Catherine d'Aulnoy • Marie-Catherine de Villedieu • Louise-Anastasia Serment • Charlotte-Rose de Caumont La Force • Anne Dacier • Madeleine de Scudéry • Maria Selvaggia Borghini • Charles Patin • Charlotte-Catherine Patin • Gabrielle-Charlotte Patin • Giovanni Poleni • Simone Stratico